# 대구광역시도
대구광역시도(大邱廣域市道)는 대구광역시 내의 도로들로서 도로법에 의하여 광역시도로 구별한다. 대구광역시장이 그 노선을 인정하고, 관리하게 되어 있다.

## 역사
- 1997년 4월 29일 : 노선 지정[1]
- 2001년 7월 20일 : 노선 지정 변경[2]

## 노선
| 표지 | 노선 번호              | 노선명 (도로명)                                                             | 시점          | 종점          | 길이   | 중요 경과지                              | 비고                                 |
| ---- | ---------------------- | --------------------------------------------------------------------------- | ------------- | ------------- | ------ | ---------------------------------------- | ------------------------------------ |
| 10   | 대구광역시도 제10호선  | 4차 순환도로 (앞산터널로, 범안로, 호국로, 달서대로, 상화로)                 | 달서구 상인동 | 달서구 상인동 | 63.2km | 달서구 파호동 북구 읍내동, 동구 도동     | 3.2km 구간 중용                      |
| 11   | 대구광역시도 제11호선  | 신천대로                                                                    | 달성군 용계리 | 서구 상이동   | 18.9km | 남구 대봉동 북구 침산동                  |                                      |
| 12   | 대구광역시도 제12호선  | 서변남로                                                                    | 북구 침산동   | 북구 서변동   | 2.2km  | 금호강                                   | 2001년 7월 20일 신설                 |
| 13   | 대구광역시도 제13호선  | 신천우안도로 (신천동로, 호국로)                                             | 수성구 상동   | 북구 서변동   | 13.2km | 수성구 수성동 북구 산격동                |                                      |
| 14   | 대구광역시도 제14호선  | 익산포항고속도로 진입로                                                     | 북구 검단동   | 동구 도동     | 3.9km  | 금호강, 팔공로                           | 2001년 7월 20일 신설                 |
| 15   | 대구광역시도 제15호선  | 낙동강변도로 (비슬로)                                                       | 달성군 구지면 | 달성군 화원읍 | 34.0km | 고령군 개진면 달성군 논공면              |                                      |
| 16   | 대구광역시도 제16호선  | 장기로                                                                      | 달서구 월성동 | 달서구 성당동 | 5.1km  | 와룡로                                   | 2001년 7월 20일 신설                 |
| 17   | 대구광역시도 제17호선  | 달서대로, 서재로                                                            | 달성군 화원읍 | 칠곡군 지천면 | 11.9km | 달서구 호림동, 서재동                    |                                      |
| 18   | 대구광역시도 제18호선  | 중로1-42호선                                                                | 동구 용계동   | 동구 괴전동   | 4.8km  | 동구 신기동, 동호동                      | 2001년 7월 20일 신설                 |
| 19   | 대구광역시도 제19호선  | 대로1-13호선 (칠곡중앙대로)                                                 | 북구 읍내동   | 칠곡군 동명면 | 4.3km  | 북구 동호동                              | 2001년 7월 20일 신설 900m 구간 중용  |
| 20   | 대구광역시도 제20호선  | 안심지구 북편 도로(중로1-177호선) 대로1-27호선(신서로)                      | 동구 용계동   | 동구 신서동   | 2.9km  | 동구 율암동, 각산동                      | 2001년 7월 20일 신설                 |
| 21   | 대구광역시도 제21호선  | 월암로, 진천로, 한실로                                                      | 달서구 도원동 | 달서구 월암동 | 3.9km  | 달서구 진천동                            | 2001년 7월 20일 신설                 |
| 22   | 대구광역시도 제22호선  | 대덕로 (앞산순환로, 무학로)                                                 | 달서구 상인동 | 수성구 지산동 | 11.2km | 남구 대명동 수성구 상동                  |                                      |
| 23   | 대구광역시도 제23호선  | 청호로                                                                      | 수성구 범물동 | 수성구 만촌동 | 5.3km  | 수성구 황금동                            |                                      |
| 24   | 대구광역시도 제24호선  | 중로1-174호선 대로2-17호선                                                  | 수성구 가천동 | 수성구 사월동 | 4.4km  | 수성구 매호동                            | 2001년 7월 20일 신설                 |
| 25   | 대구광역시도 제25호선  | 경안로                                                                      | 수성구 성동   | 동구 각산동   | 2.8km  | 동구 동호동                              | 2001년 7월 20일 신설                 |
| 26   | 대구광역시도 제26호선  | 대로1-37호선                                                                | 수성구 지산동 | 수성구 지산동 | 0.8km  |                                          | 2001년 7월 20일 신설                 |
| 27   | 대구광역시도 제27호선  | 성서로                                                                      | 달성군 화원읍 | 달서구 이곡동 | 5.4km  | 달서구 갈산동                            |                                      |
| 28   | 대구광역시도 제28호선  | 구마로, 황금로 (성서공단로, 구마로, 대명로, 대덕로, 청수로, 유니버시아드로) | 달서구 호림동 | 수성구 욱수동 | 20.8km | 달서구 본리동, 남구 봉덕동 수성구 황금동 |                                      |
| 29   | 대구광역시도 제29호선  | 용산로                                                                      | 달서구 유천동 | 서구 용산동   | 5.3km  | 달서구 감삼동                            |                                      |
| 30   | 대구광역시도 제30호선  | 중로1-99호선 중로1-114호선                                                  | 수성구 범물동 | 수성구 두산동 | 2.2km  |                                          | 2001년 7월 20일 신설                 |
| 31   | 대구광역시도 제31호선  | 와룡로, 제2팔달로 (조암로, 학산로, 와룡로, 매천로, 관음로)                  | 달서구 대천동 | 북구 학정동   | 18.8km | 북구 팔달동, 매천동                      | 2001년 7월 20일 연장                 |
| 32   | 대구광역시도 제32호선  | 팔공로                                                                      | 동구 진안동   | 동구 능성동   | 3.1km  |                                          | 2001년 7월 20일 신설                 |
| 33   | 대구광역시도 제33호선  | 중로1-19호선 중로1-104호선 중로1-119호선                                    | 수성구 만촌동 | 북구 복현동   | 4.2km  | 동구 효목동                              | 2001년 7월 20일 신설                 |
| 34   | 대구광역시도 제34호선  | 대명로, 봉덕로                                                              | 남구 대명동   | 남구 봉덕동   | 2.1km  | 남구 봉덕동                              |                                      |
| 35   | 대구광역시도 제35호선  | 월곡로                                                                      | 달서구 상인동 | 달서구 월성동 | 3.4km  | 달서구 월성동                            |                                      |
| 36   | 대구광역시도 제36호선  | 희망로                                                                      | 남구 이천동   | 수성구 황금동 | 2.3km  | 수성구 중동                              |                                      |
| 37   | 대구광역시도 제37호선  | 송현로, 당산로                                                              | 달서구 송현동 | 서구 평리동   | 6.9km  | 달서구 감삼동 서구 중리동                |                                      |
| 38   | 대구광역시도 제38호선  | 명서로, 명동로 (명덕로)                                                     | 서구 내당동   | 수성구 범어동 | 4.7km  | 남구 대봉동                              |                                      |
| 39   | 대구광역시도 제39호선  | 중로1-151호선 (송덕로)                                                      | 동구 중대동   | 동구 송정동   | 1.8km  | 동구 덕곡동                              | 2001년 7월 20일 신설                 |
| 40   | 대구광역시도 제40호선  | 대서로, 대동로 (달구벌대로)                                                 | 서구 내당동   | 수성구 만촌동 | 6.9km  | 서구 내당동, 중구 삼덕동 수성구 범어동   |                                      |
| 41   | 대구광역시도 제41호선  | 중로1-94호선 중로1-112호선                                                  | 수성구 욱수동 | 수성구 신매동 | 1.9km  | 수성구 매호동                            | 2001년 7월 20일 신설                 |
| 42   | 대구광역시도 제42호선  | 금호강변도로 (금호강변로)                                                   | 북구 검단동   | 동구 금강동   | 19.0km | 북구 복현동 수성구 고모동                |                                      |
| 43   | 대구광역시도 제43호선  | 동천로                                                                      | 북구 동천동   | 북구 동호동   | 3.1km  | 북구 학정동                              |                                      |
| 44   | 대구광역시도 제44호선  | 중로1-176호선 (우록길)                                                      | 가창면 우록리 | 가창면 삼산리 | 4.4km  | 녹동서원                                 | 2001년 7월 20일 신설                 |
| 45   | 대구광역시도 제45호선  | 학정로                                                                      | 북구 태전동   | 북구 학정동   | 5.6km  | 북구 구암동                              |                                      |
| 46   | 대구광역시도 제46호선  | 대로1-30호선                                                                | 하빈면 묘리   | 다사면 이천리 | 5.3km  | 하빈면 감문리                            | 2001년 7월 20일 신설                 |
| 47   | 대구광역시도 제47호선  | 구암로                                                                      | 북구 구암동   | 북구 국우동   | 2.0km  | 북구 국우동                              |                                      |
| 48   | 대구광역시도 제48호선  | 평리로 (선원로, 평리로)                                                     | 달서구 신당동 | 서구 내당동   | 7.2km  | 달서구 죽전동 서구 평리동                |                                      |
| 49   | 대구광역시도 제49호선  | 대로1-67호선                                                                | 수성구 욱수동 | 수성구 사월동 | 2.4km  | 욱수천                                   | 2001년 7월 20일 신설                 |
| 50   | 대구광역시도 제50호선  | 서신로, 동신로 (새방로, 국채보상로, 화랑로)                                 | 달서구 용산동 | 동구 효목동   | 12.4km | 서구 비산동 중구 대신동                  |                                      |
| 51   | 대구광역시도 제51호선  | 달서로 (성당로, 명덕로, 달서로, 오봉로, 조야로)                             | 달서구 성당동 | 북구 도남동   | 15.3km | 서구 내당동 북구 노원동                  | 250m 구간 중용                       |
| 52   | 대구광역시도 제52호선  | 국채보상로                                                                  | 수성구 범어동 | 수성구 만촌동 | 1.8km  | 수성구 만촌동                            |                                      |
| 53   | 대구광역시도 제53호선  | 대로1-45호선 대로2-86호선 대로2-91호선                                      | 동구 금강동   | 동구 괴전동   | 2.3km  | 금호강                                   | 2001년 7월 20일 신설                 |
| 54   | 대구광역시도 제54호선  | 북비산로, 동부로 (북비산로, 태평로, 동부로)                                 | 서구 이현동   | 동구 효목동   | 9.7km  | 서구 평리동, 중구 동인동                 |                                      |
| 55   | 대구광역시도 제55호선  | 신천동로, 대로1-40호선                                                      | 북구 산격동   | 북구 복현동   | 7.2km  | 북구 검단동                              |                                      |
| 56   | 대구광역시도 제56호선  | 서재로, 달서천로, 칠성남로                                                  | 달성군 다사면 | 동구 신천동   | 14.4km | 북구 원대동, 북구 칠성동                 |                                      |
| 57   | 대구광역시도 제57호선  | 현충로, 원대로 (현충로, 남산로, 달성로, 원대로)                             | 남구 대명동   | 북구 침산동   | 6.5km  | 중구 대신동, 북구 원대동                 |                                      |
| 58   | 대구광역시도 제58호선  | 팔달로, 공단1로 (팔달로, 옥산로, 호암로)                                    | 북구 노원2가  | 북구 칠성동   | 3.5km  | 북구 고성동                              |                                      |
| 59   | 대구광역시도 제59호선  | 서성로, 침산로                                                              | 중구 남산동   | 북구 침산동   | 5.3km  | 북구 고성동                              |                                      |
| 60   | 대구광역시도 제60호선  | 검단로, 안심로 (대학로, 공항로, 동촌로, 안심로)                             | 북구 산격동   | 동구 괴전동   | 13.9km | 동구 지저동, 동구 입석동                 |                                      |
| 61   | 대구광역시도 제61호선  | 남문로, 통일로 (중앙대로)                                                   | 남구 대명동   | 북구 침산동   | 6.5km  | 중구 남산동, 북구 칠성동                 |                                      |
| 62   | 대구광역시도 제62호선  | 대로2-33호선                                                                | 동구 괴전동   | 동구 대림동   | 3.2km  | 동구 대림동                              |                                      |
| 63   | 대구광역시도 제63호선  | 효성로, 달구로 (효성로, 이천로, 공평로)                                     | 남구 봉덕동   | 북구 칠성동   | 4.5km  | 남구 이천동, 중구 동인동                 |                                      |
| 64   | 대구광역시도 제64호선  | 유통단지로                                                                  | 북구 산격동   | 북구 검단동   | 1.5km  | 북구 검단동                              |                                      |
| 65   | 대구광역시도 제65호선  | 검단로 (검단로, 검단공단로)                                                 | 북구 복현동   | 북구 검단동   | 2.0km  | 북구 검단동                              |                                      |
| 66   | 대구광역시도 제66호선  | 대로3-52호선 중로1-66호선                                                   | 다사읍 매곡리 | 다사읍 박곡리 | 5.5km  | 금호강                                   | 2001년 7월 20일 신설                 |
| 67   | 대구광역시도 제67호선  | 동덕로, 아양로 (동덕로, 신암로, 아양로)                                     | 남구 대봉동   | 동구 입석동   | 6.9km  | 북구 칠성동, 동구 신암동                 |                                      |
| 68   | 대구광역시도 제68호선  | 침산남로, 성북로                                                            | 북구 노원동   | 북구 산격동   | 1.7km  | 북구 침산동                              |                                      |
| 69   | 대구광역시도 제69호선  | 수성로                                                                      | 수성구 중동   | 수성구 수성동 | 2.1km  | 수성구 중동                              |                                      |
| 70   | 대구광역시도 제70호선  | 대로1-41호선                                                                | 동구 율암동   | 동구 숙천동   | 4.7km  | 동구 신서동, 대림동                      |                                      |
| 71   | 대구광역시도 제71호선  | 들안길, 대현로, 노원로 (들안로, 송라로, 대현로, 침산남로)                   | 수성구 상동   | 북구 침산동   | 8.8km  | 수성구 중동 동구 신천동, 북구 옥산동     |                                      |
| 72   | 대구광역시도 제72호선  | 사수로, 매천로2길                                                           | 칠곡군 지천면 | 북구 팔달동   | 4.1km  | 북구 사수동, 금호동                      |                                      |
| 73   | 대구광역시도 제73호선  | 중로1-164호선                                                               | 가창면 용계리 | 가창면 용계리 | 1.6km  |                                          | 2001년 7월 20일 신설                 |
| 74   | 대구광역시도 제74호선  | 구암로                                                                      | 북구 관음동   | 북구 구암동   | 3.9km  | 북구 구암동                              |                                      |
| 76   | 대국광역시도 제76호선  | 대로2-65호선                                                                | 다사읍 세천리 | 다사읍 세천리 | 2.1km  |                                          | 2001년 7월 20일 신설                 |
| 77   | 대구광역시도 제77호선  | 동대구로 (지범로, 동대구로)                                                 | 수성구 범물동 | 동구 신암동   | 8.5km  | 수성구 두산동 범어동                     |                                      |
| 78   | 대구광역시도 제78호선  | 동암로                                                                      | 북구 읍내동   | 북구 동천동   | 2.1km  | 북구 동천동                              |                                      |
| 79   | 대구광역시도 제79호선  | 동원로, 효신로                                                              | 수성구 범어동 | 동구 효목동   | 1.5km  | 동구 효목동                              |                                      |
| 80   | 대구광역시도 제80호선  | 팔공산순환도로, 팔공로 (팔공산로, 팔공로)                                   | 동구 송정동   | 동구 지저동   | 24.6km | 동구 용수동 백안동, 봉무동               |                                      |
| 81   | 대구광역시도 제81호선  | 파계로 (해동로, 파계로)                                                     | 동구 지저동   | 동구 중대동   | 8.8km  | 동구 지묘동                              |                                      |
| 82   | 대구광역시도 제82호선  | 갓바위 진입도로 (팔공로, 갓바위로)                                          | 동구 백안동   | 동구 능성동   | 4.2km  | 동구 백안동                              |                                      |
| 83   | 대구광역시도 제83호선  | 청수로                                                                      | 수성구 황금동 | 수성구 만촌동 | 2.4km  | 수성구 만촌동                            |                                      |
| 84   | 대국광역시도 제84호선  | 대로2-63호선                                                                | 다사읍 죽곡리 | 다사읍 서재리 | 4.9km  | 다사읍 세천리                            | 2001년 7월 20일 신설                 |
| 85   | 대구광역시도 제85호선  | 대로2-64호선                                                                | 다사읍 세천리 | 다사읍 세천리 | 0.9km  |                                          | 2001년 7월 20일 신설                 |
| 87   | 대구광역시도 제87호선  | 야구전설로                                                                  | 수성구 연호동 | 수성구 삼덕동 | 1.4km  | 수성구 연호동                            |                                      |
| 88   | 대구광역시도 제88호선  | 중로1-16호선                                                                | 달서구 유천동 | 달서구 본리동 | 3.0km  | 달서구 월성동                            | 2001년 7월 20일 신설                 |
| 89   | 대구광역시도 제89호선  | 미술관로, 월드컵로                                                          | 수성구 삼덕동 | 수성구 내환동 | 2.6km  | 수성구 삼덕동                            |                                      |
| 91   | 대구광역시도 제91호선  | 고산로                                                                      | 수성구 매호동 | 수성구 노변동 | 3.0km  | 수성구 신매동                            |                                      |
| 94   | 대구광역시도 제94호선  | 중로1-173호선 중로1-187호선                                                 | 화원읍 명곡리 | 화원읍 천내리 | 2.9km  |                                          | 2001년 7월 20일 신설                 |
| 96   | 대구광역시도 제96호선  | 고모로                                                                      | 수성구 만촌동 | 수성구 시지동 | 5.7km  | 수성구 고모동                            | 2001년 7월 20일 연장                 |
| 97   | 대구광역시도 제97호선  | 대로2-41호선                                                                | 동구 금강동   | 동구 대림동   | 1.4km  | 동구 대림동                              |                                      |
| 98   | 대구광역시도 제98호선  | 광로3-12호선 대로2-51호선 대로2-61호선                                      | 달서구 대곡동 | 달서구 유천동 | 6.7km  | 화원읍 명곡리                            | 2001년 7월 20일 신설                 |
| 103  | 대구광역시도 제103호선 | 대로1-36호선 중로2-49호선                                                   | 하빈면 동곡리 | 하빈면 대평리 | 8.3km  | 하빈면 감문리                            | 2001년 7월 20일 신설                 |
| 109  | 대구광역시도 제109호선 | 중로1-122호선                                                               | 서구 상이동   | 서구 상이동   | 2.6km  |                                          | 2001년 7월 20일 신설                 |
| 111  | 대구광역시도 제111호선 | 중로1-165호선 중로1-191호선 중로1-200호선 대로2-50호선                      | 달서구 용산동 | 서구 이현동   | 4.0km  |                                          | 2001년 7월 20일 신설                 |
| 113  | 대구광역시도 제113호선 | 중로1-65호선 중로1-147호선 중로1-148호선                                    | 화원읍 천내리 | 화원읍 성산리 | 2.4km  |                                          | 2001년 7월 20일 신설                 |
| 115  | 대구광역시도 제115호선 | 대로2-62호선                                                                | 논공읍 북리   | 옥포면 간경리 | 5.3km  |                                          | 2001년 7월 20일 신설                 |
| 120  | 대구광역시도 제120호선 | 대로2-39호선 대로2-70호선 대로2-80호선                                      | 논공읍 금포리 | 논공읍 금포리 | 5.3km  | 논공읍 강림리                            | 2001년 7월 20일 신설                 |
| 125  | 대구광역시도 제125호선 | 대로2-79호선                                                                | 논공읍 금포리 | 논공읍 금포리 | 1.3km  |                                          | 2001년 7월 20일 신설                 |
| 126  | 대구광역시도 제126호선 | 대로2-81호선                                                                | 논공읍 위천리 | 논공읍 위천리 | 1.7km  |                                          | 2001년 7월 20일 신설                 |
| 128  | 대구광역시도 제128호선 | 대로2-82호선                                                                | 논공읍 상리   | 논공읍 상리   | 1.0km  |                                          | 2001년 7월 20일 신설                 |
| 130  | 대구광역시도 제130호선 | 대로3-39호선 대로3-44호선 대로3-48호선                                      | 현풍읍 성하리 | 논공읍 북리   | 8.4km  | 논공읍 본리리                            | 2001년 7월 20일 신설                 |
| 132  | 대구광역시도 제132호선 | 대로2-66호선 대로3-47호선 중로1-230호선                                     | 논공읍 남리   | 논공읍 본리리 | 3.6km  | 논공읍 북리                              | 2001년 7월 20일 신설                 |
| 133  | 대구광역시도 제133호선 | 대로2-83호선                                                                | 논공읍 하리   | 논공읍 하리   | 1.6km  |                                          | 2001년 7월 20일 신설                 |
| 134  | 대구광역시도 제134호선 | 광로2-21호선 광로2-37호선                                                   | 현풍읍 원교리 | 유가읍 유곡리 | 3.5km  |                                          | 2001년 7월 20일 신설                 |
| 135  | 대구광역시도 제135호선 | 대로2-66호선 대로3-40호선                                                   | 논공읍 남리   | 논공읍 북리   | 1.2km  |                                          | 2001년 7월 20일 신설                 |
| 136  | 대구광역시도 제136호선 | 광로3-15호선                                                                | 구지면 가천리 | 유가읍 유곡리 | 1.9km  |                                          | 2001년 7월 20일 신설                 |
| 137  | 대구광역시도 제137호선 | 광로2-22호선                                                                | 유가읍 도의리 | 현풍읍 중리   | 3.3km  | 유가면 상리                              | 2001년 7월 20일 신설                 |
| 138  | 대구광역시도 제138호선 | 광로3-19호선 대로1-58호선 대로2-67호선 중로1-172호선                        | 현풍읍 대리   | 유가읍 봉리   | 21.0km | 구지면 화산리, 현풍면 원교리             | 2001년 7월 20일 신설                 |
| 139  | 대구광역시도 제139호선 | 광로3-13호선                                                                | 유가읍 도의리 | 유가읍 봉리   | 5.6km  | 유가읍 유곡리                            | 2001년 7월 20일 신설                 |
| 140  | 대구광역시도 제140호선 | 대로3-49호선 대로3-50호선                                                   | 구지면 창리   | 구지면 창리   | 1.8km  |                                          | 2001년 7월 20일 신설                 |
| 141  | 대구광역시도 제141호선 | 중로1-233호선                                                               | 논공읍 북리   | 옥포읍 송촌리 | 5.8km  | 옥포읍 반송리                            | 2001년 7월 20일 신설                 |
| 144  | 대구광역시도 제144호선 | 대로2-41호선                                                                | 구지면 응암리 | 구지면 예현리 | 2.4km  |                                          | 2001년 7월 20일 신설                 |
| 145  | 대구광역시도 제145호선 | 광로3-14호선 중로1-237호선 중로3-214호선                                    | 구지면 평촌리 | 현풍읍 부리   | 9.2km  | 현풍읍 성하리                            | 2001년 7월 20일 신설                 |
| 146  | 대구광역시도 제146호선 | 광로3-17호선 대로1-60호선 대로1-61호선 대로2-84호선                         | 구지면 대암리 | 유가읍 본말리 | 9.0km  | 구지면 유산리                            | 2001년 7월 20일 신설 3.0km 구간 중용 |
| 147  | 대구광역시도 제147호선 | 광로3-16호선                                                                | 구지면 목단리 | 구지면 화산리 | 4.3km  | 구지면 창리                              | 2001년 7월 20일 신설                 |
| 149  | 대구광역시도 제149호선 | 광로3-17호선                                                                | 구지면 유산리 | 현풍읍 대리   | 3.3km  |                                          | 2001년 7월 20일 신설                 |
| 151  | 대구광역시도 제151호선 | 광로2-23호선                                                                | 구지면 유산리 | 구지면 응암리 | 3.8km  |                                          | 2001년 7월 20일 신설                 |
| 153  | 대구광역시도 제153호선 | 대로2-85호선                                                                | 구지면 한정리 | 구지면 가천리 | 1.1km  |                                          | 2001년 7월 20일 신설                 |
| 155  | 대구광역시도 제155호선 | 대로1-59호선                                                                | 구지면 응암리 | 현풍읍 원교리 | 6.9km  |                                          | 2001년 7월 20일 신설                 |

## 참고 문헌
- 대구광역시공고 제1997-143호 《노선인정에 관한 공고》, 1997년 4월 29일.
- 대구광역시공고 제2001-252호 《노선인정에 관한 공고》, 2001년 7월 20일.